# Inval-Boiron
Pour les articles homonymes, voir Boiron.

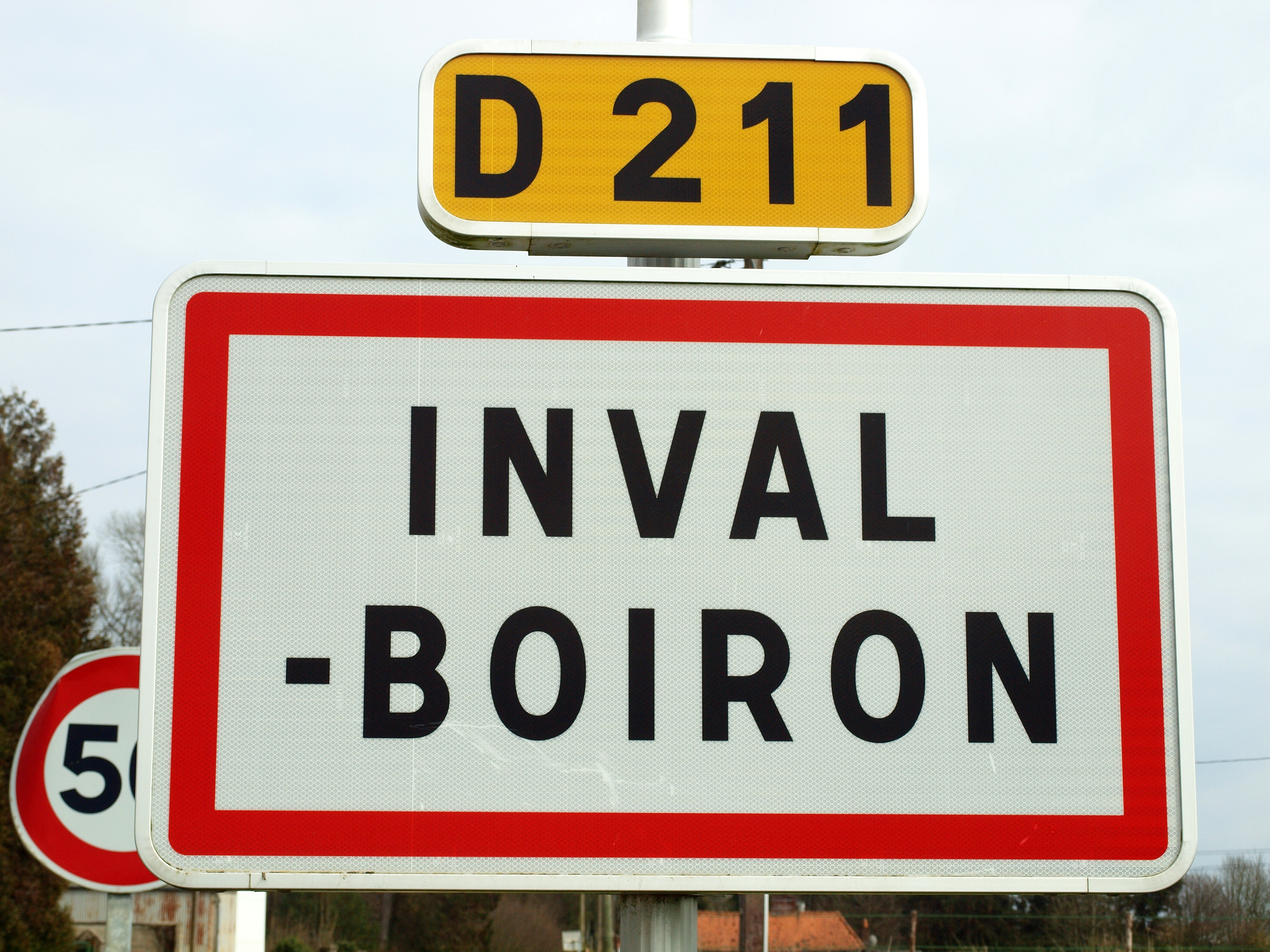

Inval-Boiron est une commune française rurale située dans le département de la Somme, en région Hauts-de-France.

## Géographie

### Localisation
Inval-Boiron est un village picard du Vimeu.
À vol d'oiseau, la localité est située à 5 km au nord-ouest de Beaucamps-le-Vieux, 8 km au sud de Oisemont, 10 km au sud-est de Blangy-sur-Bresle, 25 km au sud d'Abbeville et à 39 km à l'ouest d'Amiens.
Le territoire de la commune est limitrophe de ceux de cinq communes.  
Les communes limitrophes sont  Andainville, Bermesnil, Le Mazis, Neuville-Coppegueule et Senarpont.

### Hydrographie

#### Réseau hydrographique
La commune est située dans le bassin Seine-Normandie. Elle est drainée par le Liger et un autre petit cours d'eau,.
Le Liger, d'une longueur de 14 km, prend sa source dans la commune de Lafresguimont-Saint-Martin et se jette  dans la Bresle à Senarpont, après avoir traversé huit communes.

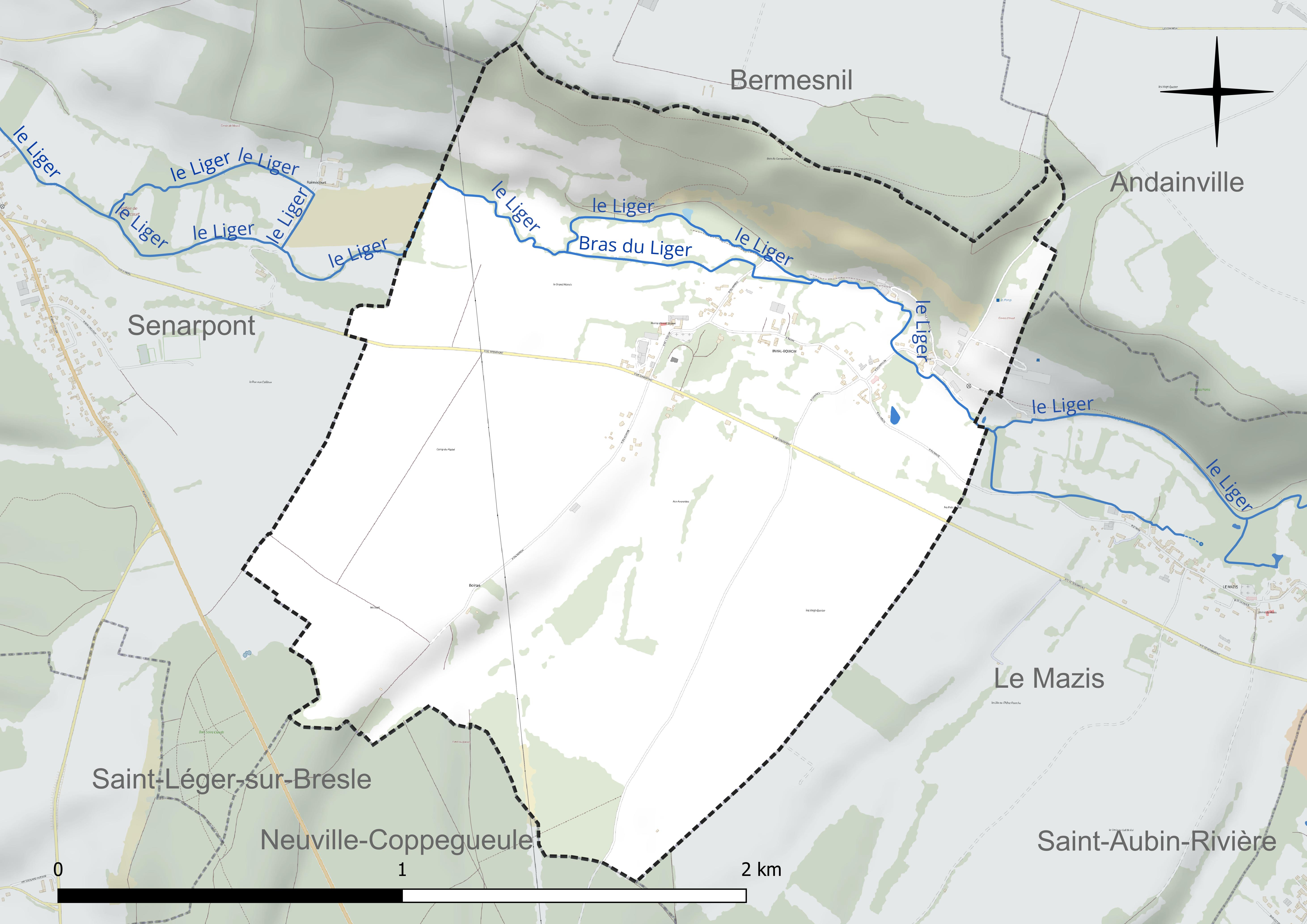
Réseau hydrographique d'Inval-Boiron.

#### Gestion et qualité des eaux
Le territoire communal est couvert par le schéma d'aménagement et de gestion des eaux (SAGE) « Vallée de la Bresle ». Ce document de planification concerne un territoire de 748 km2 de superficie, délimité par le bassin versant de la Bresle. Le périmètre a été arrêté le 7 avril 2003 et le SAGE proprement dit a été approuvé le 18 août 2016. La structure porteuse de l'élaboration et de la mise en œuvre est le syndicat mixte d'aménagement, de gestion et de valorisation du bassin de la Bresle.
La qualité des cours d'eau peut être consultée sur un site dédié géré par les agences de l'eau et l'Agence française pour la biodiversité.

### Climat
Pour des articles plus généraux, voir Climat des Hauts-de-France et Climat de la Somme.
En 2010, le climat de la commune est de type climat océanique dégradé des plaines du Centre et du Nord, selon une étude du CNRS s'appuyant sur une série de données couvrant la période 1971-2000. En 2020, Météo-France publie une typologie des climats de la France métropolitaine dans laquelle la commune est exposée à un climat océanique et est dans la région climatique Côtes de la Manche orientale, caractérisée par un faible ensoleillement (1 550 h/an) ; forte humidité de l'air (plus de 20 h/jour avec humidité relative > 80 % en hiver), vents forts fréquents.
Pour la période 1971-2000, la température annuelle moyenne est de 10,2 °C, avec une amplitude thermique annuelle de 13,8 °C. Le cumul annuel moyen de précipitations est de 846 mm, avec 13,2 jours de précipitations en janvier et 8,6 jours en juillet. Pour la période 1991-2020, la température moyenne annuelle observée sur la station météorologique la plus proche, située sur la commune d'Oisemont à 8 km à vol d'oiseau, est de 11,1 °C et le cumul annuel moyen de précipitations est de 801,4 mm,. Pour l'avenir, les paramètres climatiques de la commune estimés pour 2050 selon différents scénarios d'émission de gaz à effet de serre sont consultables sur un site dédié publié par Météo-France en novembre 2022.

### Les larris ou coteaux calcaires
Les larris qui surplombent le village d'Inval-Boiron sont en bordure de la vallée du Liger. On y trouve notamment de nombreuses chauves-souris pendant leur période d'hibernation ainsi que le Damier de la Succise, un papillon rare et en danger de disparition dans la région.

### Catastrophes naturelles et risques
Inval-Boiron a été victime d'inondations et coulées de boue en septembre 1987, décembre 1999 et juin 2000, auxquelles se sont ajoutés des mouvements de terrain.
Par ailleurs, s'agissant de la prévention des risques majeurs, la centrale nucléaire de Penly est située à 40 km de la commune.

## Urbanisme

### Typologie
Au 1er janvier 2024, Inval-Boiron est catégorisée commune rurale à habitat dispersé, selon la nouvelle grille communale de densité à sept niveaux définie par l'Insee en 2022.
Elle est située hors unité urbaine et hors attraction des villes,.

### Occupation des sols
L'occupation des sols de la commune, telle qu'elle ressort de la base de données européenne d'occupation biophysique des sols Corine Land Cover (CLC), est marquée par l'importance des territoires agricoles (82,3 % en 2018), une proportion identique à celle de 1990 (82,3 %). La répartition détaillée en 2018 est la suivante : 
terres arables (54,7 %), prairies (27,7 %), forêts (12,9 %), zones urbanisées (4,8 %). L'évolution de l'occupation des sols de la commune et de ses infrastructures peut être observée sur les différentes représentations cartographiques du territoire : la carte de Cassini (XVIIIe siècle), la carte d'état-major (1820-1866) et les cartes ou photos aériennes de l'IGN pour la période actuelle (1950 à aujourd'hui).

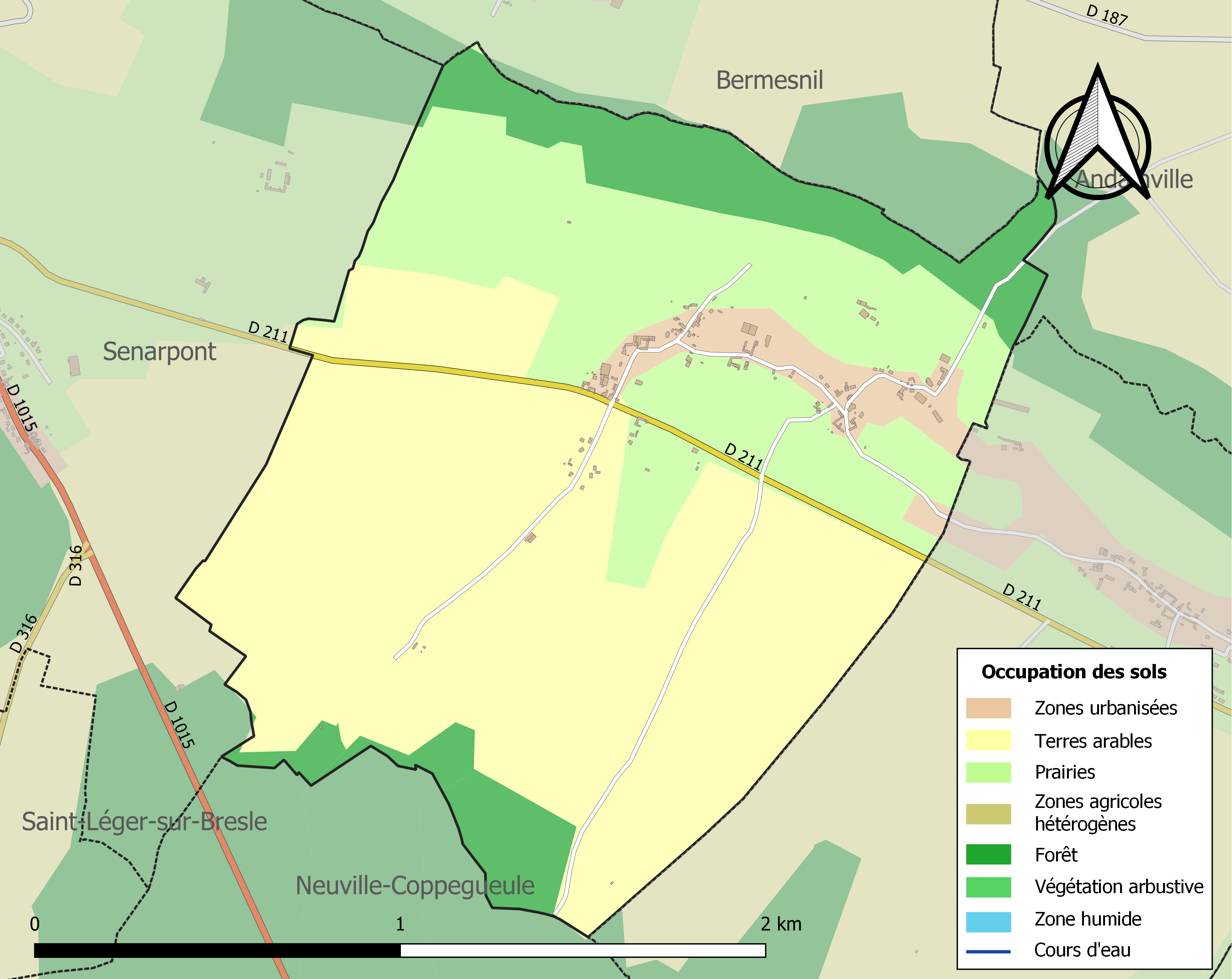
Carte des infrastructures et de l'occupation des sols de la commune en 2018 (CLC).

## Toponymie
Les communes d'Inval et de Boiron fusionnent entre 1790 et 1794.
Inval est attesté sous les formes Aienval en 1179, Aenval en 1219 ; Ayenval en 1301 ; Inval en 1579 ; Ynval en 1646 ; Ayanval en 1648 ; Ainval en 1657 ; Inval près le Mazis en 1766 ; Inval-et-Boiron en 1801 ; Inval-Boiron en 1850.

Sis dans le vallon ou dans la vallée .
Boiron est attesté sous les formes Bois rond en 1733 ; Bos rond en 1761 ; Boiron en 1757 ; Boirond entre 1826 et 1851.

La forme du bois donne le nom au hameau de Boiron , si toutefois ce n'est pas une altération de Bois-Rou, pour « Bois Raoul ».
Ch'Boron en picard.

## Histoire
Les communes d'Inval et de Boiron, instituées lors de la Révolution française, fusionnent entre 1790 et 1794, formant Inval-Boiron.
Des casernes qui servaient comme dépôt de munitions ont été construites durant la Seconde Guerre mondiale par les Allemands [réf. nécessaire]. Maintenant les casernes sont un lieu protégé, refuge de chauves-souris[réf. nécessaire].

## Politique et administration

### Rattachements administratifs et électoraux
La commune se trouvait jusqu'en 2009 dans l'arrondissement d'Amiens du département de la Somme. De 2009 à 2016, elle est intégrée à l'arrondissement d'Abbeville, avant de réintégrer le 1er janvier 2017 l'arrondissement d'Amiens. Pour l'élection des députés, elle fait partie depuis 2012 de la troisième circonscription de la Somme.
Elle faisait partie depuis 1793 du canton d'Oisemont. Dans le cadre du redécoupage cantonal de 2014 en France, la commune est intégrée au canton de Poix-de-Picardie.

### Intercommunalité
La commune était membre de la petite communauté de communes de la Région d'Oisemont (CCRO), créée au 1er janvier 1995.
Dans le cadre des dispositions de la loi portant nouvelle organisation territoriale de la République du 7 août 2015, qui prévoit que les établissements publics de coopération intercommunale (EPCI) à fiscalité propre doivent avoir un minimum de 15 000 habitants, la préfète de la Somme propose en octobre 2015 un projet de nouveau schéma départemental de coopération intercommunale (SDCI) qui prévoit la réduction de 28 à 16 du nombre des intercommunalités à fiscalité propre du département.
Ce projet prévoit la « fusion des communautés de communes du Sud-Ouest Amiénois, du Contynois et de la région d'Oisemont », le nouvel ensemble de 37 412 habitants regroupant 120 communes,. À la suite de l'avis favorable de la commission départementale de coopération intercommunale en janvier 2016, la préfecture sollicite l'avis formel des conseils municipaux et communautaires concernés en vue de la mise en œuvre de la fusion.
La communauté de communes Somme Sud-Ouest (CC2SO), dont est désormais membre la commune, est ainsi créée au 1er janvier 2017.

### Liste des maires
| Période                                  | Période                     | Identité         | Étiquette     | Qualité |
| ---------------------------------------- | --------------------------- | ---------------- | ------------- | --- |
| Les données manquantes sont à compléter. |                             |                  |               | |
| 1855                                     | décembre 1873               | Nicolas Duval    |               | Propriétaire. |
| octobre 1874                             | janvier 1881                | Josué Leguay     | Conservateur. | Propriétaire. |
| janvier 1881                             | décembre 1881               | Albert Denin     |               | Manufacturier |
| janvier 1882                             | avril 1884                  | Ambroise Lesure  |               | Ménager. |
| mai 1884                                 | mai 1892                    | Édouard Magnier  |               | Cultivateur. |
| mai 1892                                 | juin 1903                   | Édouard Mongin   | Républicain   | Industriel ,à Paris (fabricant de scies), propriétaire à Inval-Boiron. Conseiller général d'Oisemont (1898 → 1904). |
| juillet 1903                             | mai 1904                    | Paul Guilbert    |               | |
| mai 1904                                 | mars 1921                   | Édouard Mongin   |               | Industriel. Propriétaire.                                                                                           |
| mars 1921                                | mai 1936                    | Roger Mongin     |               | |
| août 1936                                | avril 1941                  | Julien Deboffe   |               | Cultivateur. Puis propriétaire rentier.                                                                             |
| avril 1941                               | juin 1942                   | Gaëtan Boulnois  |               | Maire par intérim. Cultivateur.                                                                                     |
| juillet 1942                             | janvier 1945                | Alfred Pruvot    |               | |
| janvier 1945                             | après 1962                  | Eugène Peltot    |               | |
| 1990 ?                                   |                             | Roger Lefebvre   |               | |
| Les données manquantes sont à compléter. |                             |                  |               | |
| 1996 ?                                   | 2014                        | Bernard Noblesse | DVD           | |
| 2014                                     | juillet 2020                | Denis Laroche    |               | |
| juillet 2020                             | En cours (au 22 avril 2021) | Marcel Genty     |               | Ouvrier retraité |

## Démographie
L'évolution du nombre d'habitants est connue à travers les recensements de la population effectués dans la commune depuis 1793. Pour les communes de moins de 10 000 habitants, une enquête de recensement portant sur toute la population est réalisée tous les cinq ans, les populations de référence des années intermédiaires étant quant à elles estimées par interpolation ou extrapolation. Pour la commune, le premier recensement exhaustif entrant dans le cadre du nouveau dispositif a été réalisé en 2004.

En 2022, la commune comptait 120 habitants, en évolution de +5,26 % par rapport à 2016 (Somme : −1,26 %, France hors Mayotte : +2,11 %).
| 1793 | 1800 | 1806 | 1821 | 1831 | 1836 | 1841 | 1846 | 1851 |
| ---- | ---- | ---- | ---- | ---- | ---- | ---- | ---- | ---- |
| 328  | 306  | 306  | 307  | 292  | 319  | 310  | 319  | 320  |

| 1856 | 1861 | 1866 | 1872 | 1876 | 1881 | 1886 | 1891 | 1896 |
| ---- | ---- | ---- | ---- | ---- | ---- | ---- | ---- | ---- |
| 316  | 299  | 305  | 324  | 280  | 260  | 226  | 214  | 197  |

| 1901 | 1906 | 1911 | 1921 | 1926 | 1931 | 1936 | 1946 | 1954 |
| ---- | ---- | ---- | ---- | ---- | ---- | ---- | ---- | ---- |
| 172  | 157  | 136  | 132  | 138  | 121  | 109  | 118  | 126  |

| 1962 | 1968 | 1975 | 1982 | 1990 | 1999 | 2004 | 2006 | 2009 |
| ---- | ---- | ---- | ---- | ---- | ---- | ---- | ---- | ---- |
| 113  | 108  | 94   | 94   | 83   | 90   | 70   | 71   | 92   |

| 2014 | 2019 | 2022 | - | - | - | - | - | - |
| ---- | ---- | ---- | - | - | - | - | - | - |
| 110  | 112  | 120  | - | - | - | - | - | - |

### Enseignement
Pour l'année scolaire 2024-2025, un regroupement pédagogique intercommunal, basé à Senarpont, associe sept classes pour cinq communes : Senarpont, Le Mazis, Saint-Léger-sur-Bresle, Nesle-l'Hôpital, Inval-Boiron.
Au 1er janvier 2017, la communauté de communes CCSSO gère la compétence scolaire.

## Culture locale et patrimoine

### Lieux et monuments
- Le temple d'Inval-Boiron, qui date de 1848, a été utilisé à la fin du XIXe siècle comme conciergerie du château puis du cimetière.
- Le château, propriété privée, et son parc[38].
- Église Saint-Martin d'Inval-Boiron. De facture moderne, elle contient notamment des statues en bois de sainte Catherine et de saint Martin[39].
- Chapelle Notre-Dame-du-Bon-Secours, réalisée en 1869[40].

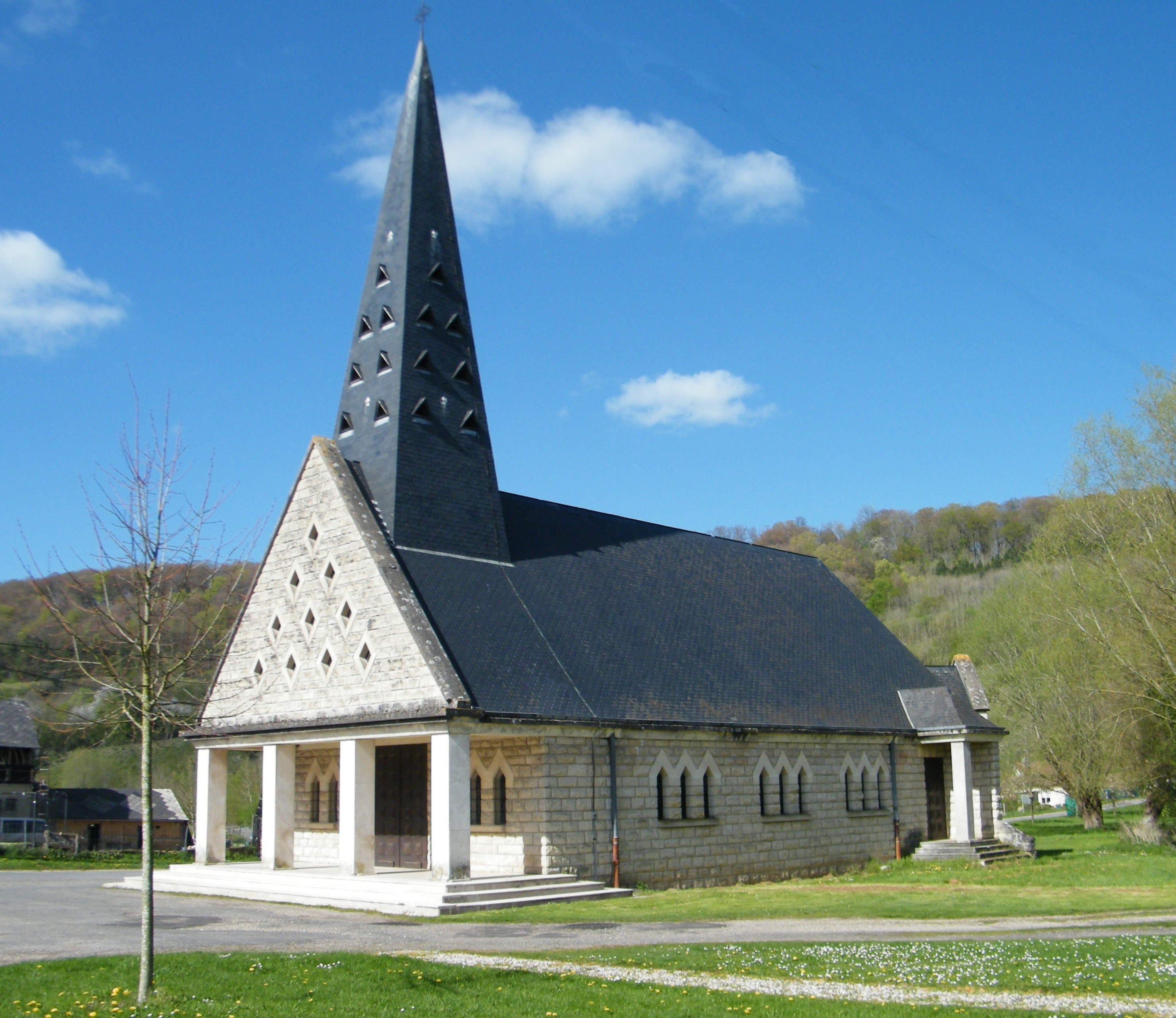
Vue de l'église.
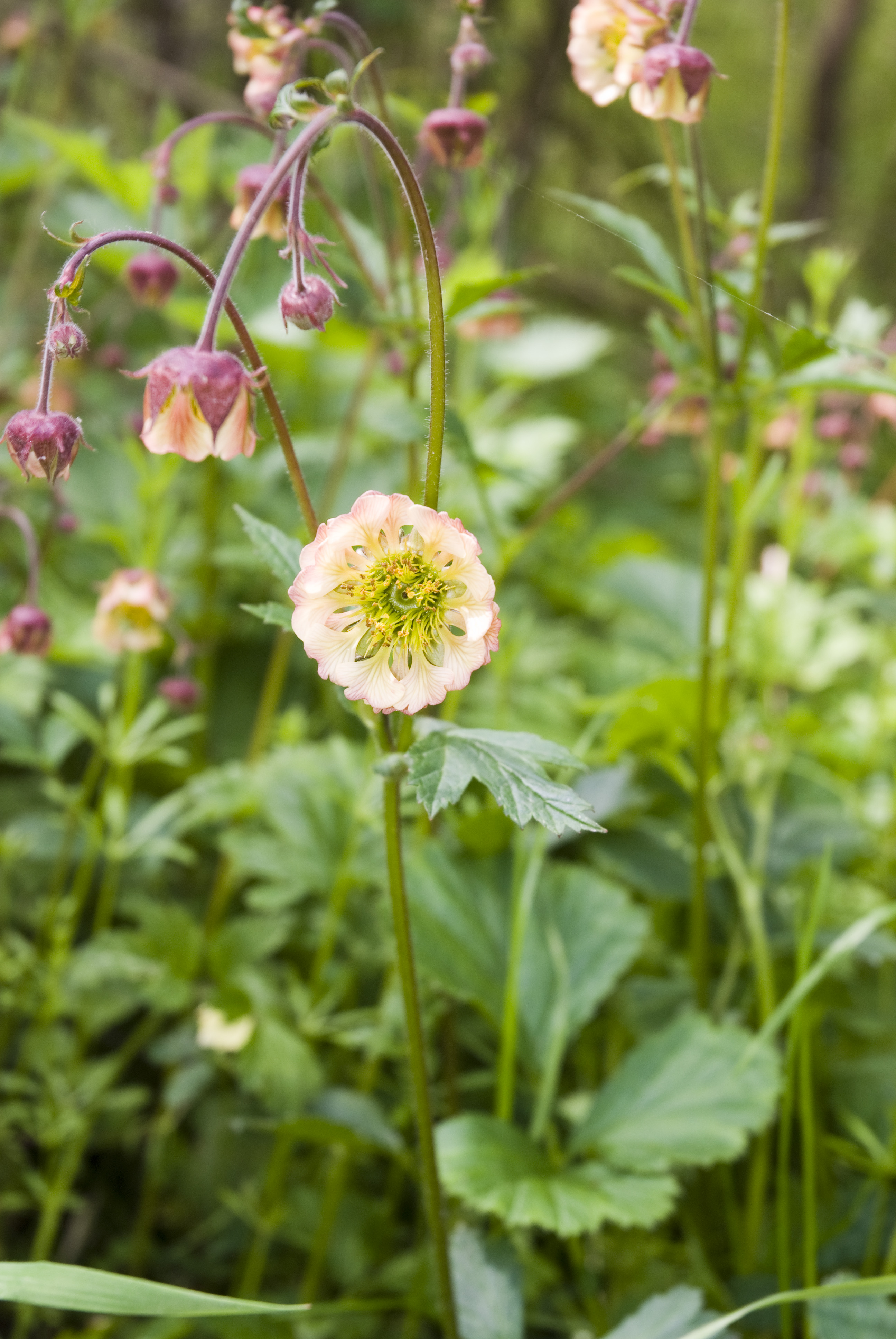
Richesses botaniques.
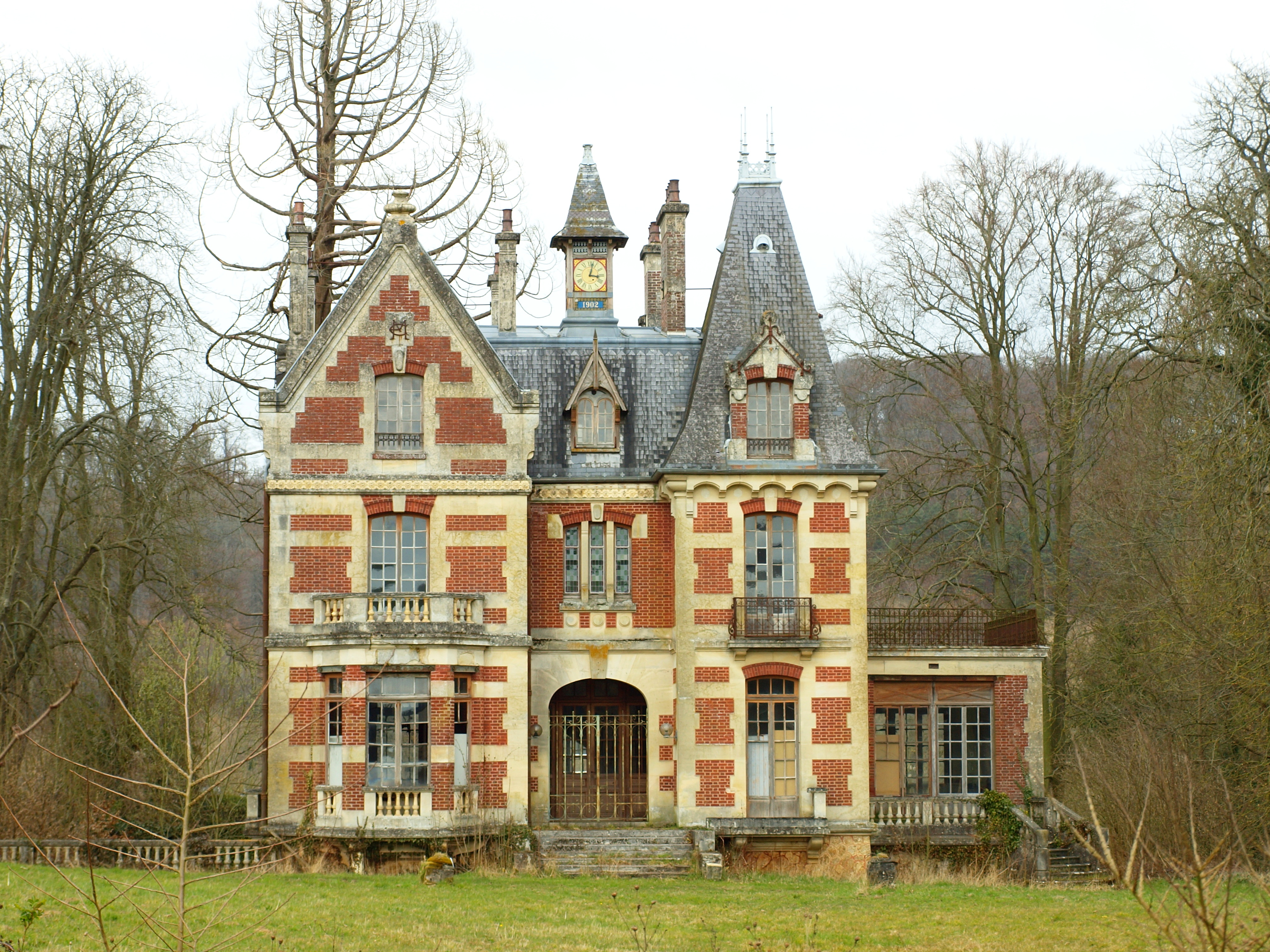
Architecture locale, le château Sanglier (ou manoir à l'horloge).